# Gosztonyi János (püspök)
Felsőszelestei, kövesszarvi Gosztonyi János (Felsőszeleste, ? – Kolozsvár, 1527.) humanista főpap, diplomata.

## Élete
Köznemesi családból származott, apja Szelestyei János, testvérei Miklós, Ferenc, Gergely.
1489-ben a bécsi, majd a ferrarai és 1514-ben a párizsi egyetemen tanult. Hazatérve 1502-ben II. Ulászló kancelláriáján szolgált, 1503-ban a francia származású Anna királyné (1484-1506) titkára és tolmácsa. 1503-tól esztergomi kanonok, 1506-tól budai prépost lett. A királyné halála után 1507-1508-ban alkancellár volt. 1507-től váci, 1510-től győri püspök, illetve elsőként győri főispán is. 1510-1522 között és 1524 végétől 1526-ig királynői kancellár. 1524-ben Sopronban vizsgálatot rendelt el a reformátorok ellen. 1524 őszétől erdélyi püspök lett. Egész jövedelmét a török elleni háborúra fordította, de a mohácsi csatában nem vett részt, mert Szapolyai csapatával késve indult. A királyválasztáskor I. Ferdinánd pártjára állt, ami miatt Szapolyai János hívei elfogták. Kolozsvárott raboskodott, ahol 2 kapitány, Bodó Ferenc és Dóczi János halálra kínozta.
Kanonokjai közül Váradi Balázst és Nárdai Jánost Párizsba, Szelestei Tamást és Pető Gergelyt Bolognába küldte egyetemre. Párizsi tanárától, Jodocus Clichtoveus chartres-i kanonoktól papsága számára breviárium- és misszálé-magyarázatot kért, illetve II. Lajos magyar király számára megíratta a De regis officio opusculum (1519) című művet. Széles körű történelmi, zenei és természettudományi, különösen csillagászati ismeretekkel rendelkezett, a humanista életfelfogás hirdetője volt. Helynöke, 1511-1538 között győri mesterkanonok Kajáry István volt.